# Bisdom Orvieto-Todi
Het bisdom Orvieto-Todi (Latijn: Dioecesis Urbevetana-Tudertina; Italiaans: Diocesi di Orvieto-Todi) is een in Italië gelegen rooms-katholiek bisdom met zetel in de stad Orvieto in de provincie Terni. Het bisdom staat als immediatum onder rechtstreeks gezag van de Heilige Stoel.

## Geschiedenis
Het bisdom Orvieto werd in de 6e eeuw opgericht. Orvieto was meer dan eens een vluchtoord voor de pausen wanneer zij in Rome hun leven niet zeker waren. Paus Clemens VII vluchtte bijvoorbeeld tijdens de Sacco di Roma naar Orvieto.
Op 30 september 1986 werd het bisdom samengevoegd met het bisdom Todi en sindsdien heeft het zijn huidige naam.

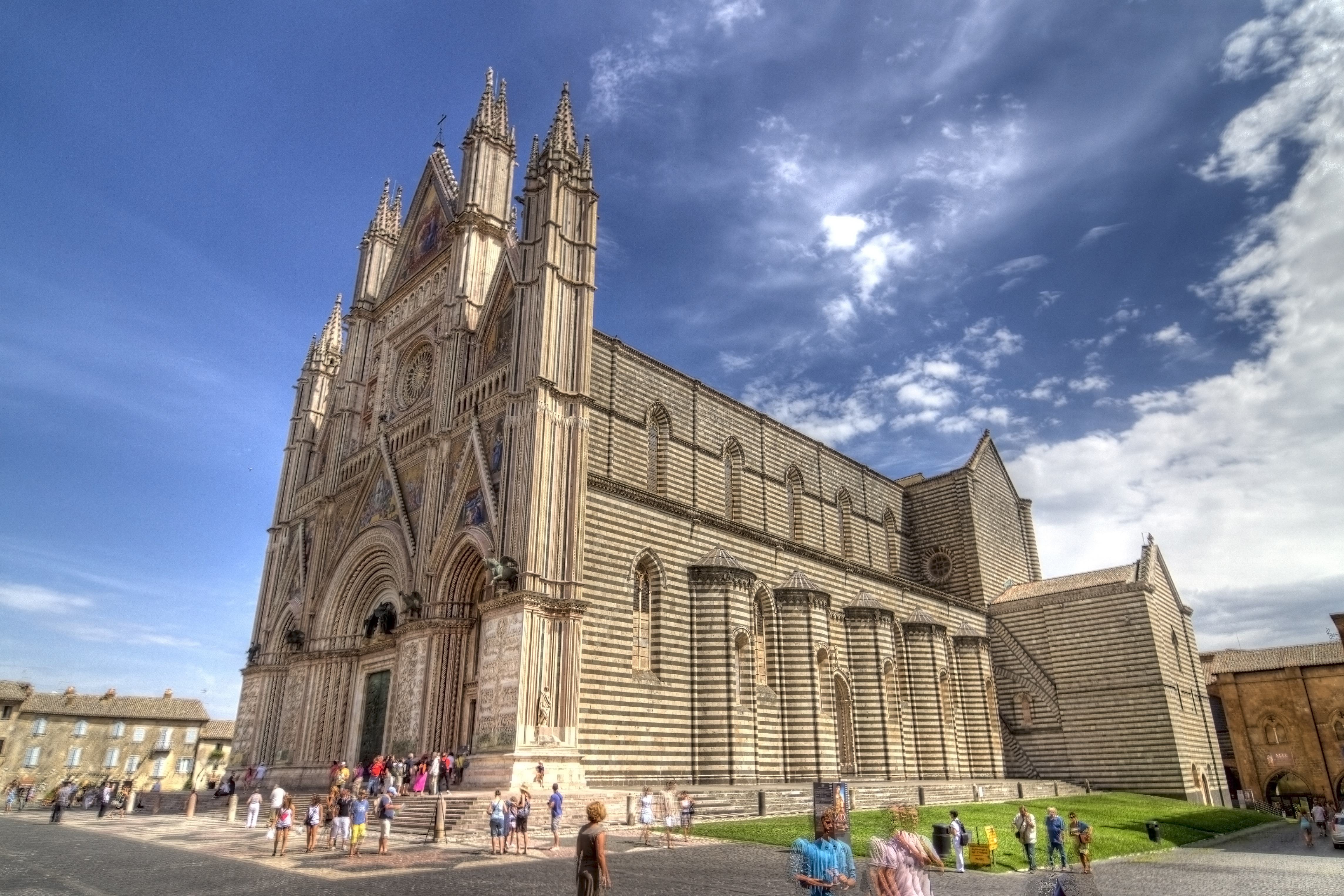
Kathedraal van Orvieto
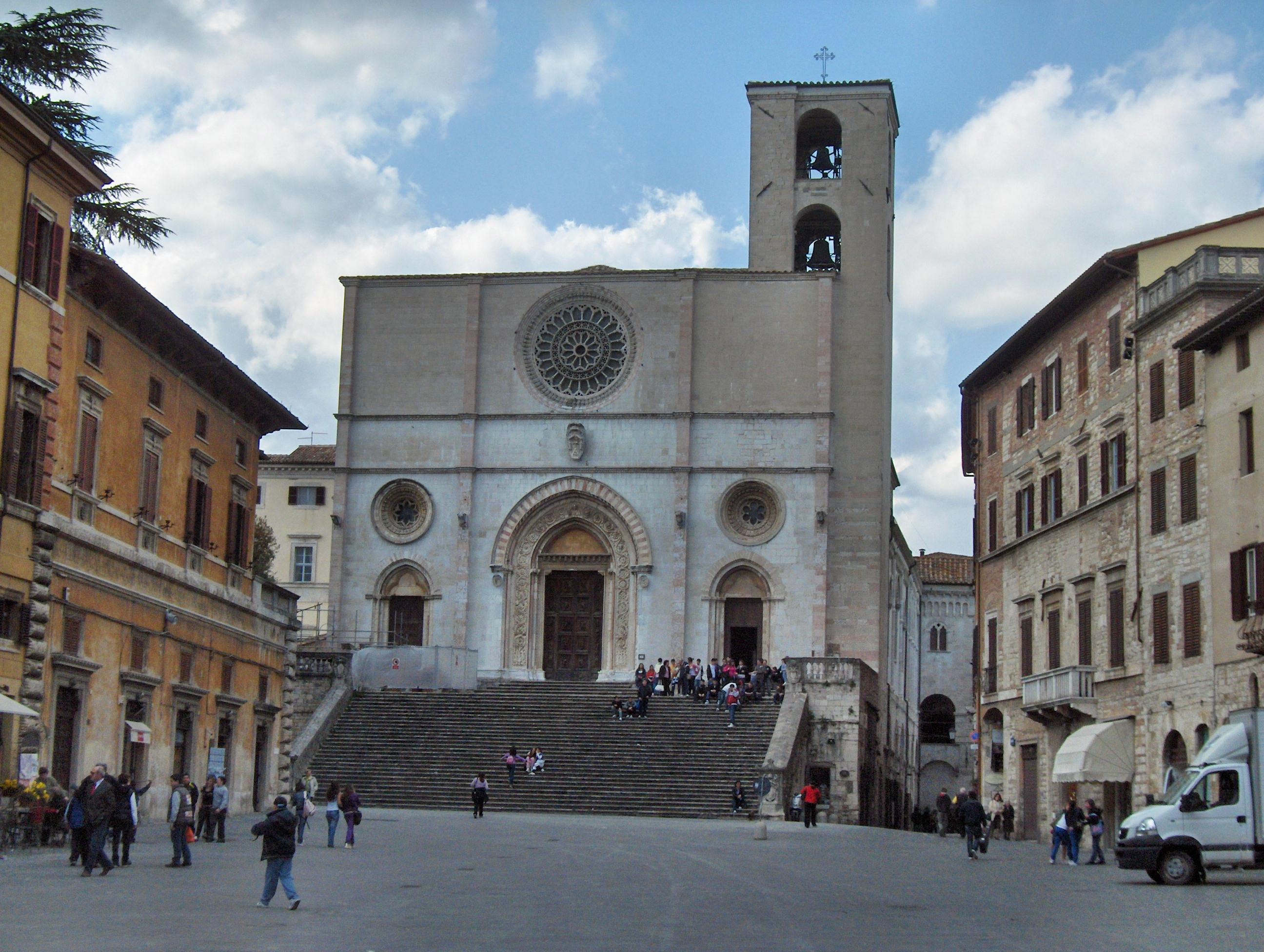
Cokathedraal van Todi